# Inname van Amersfoort
De inname van Amersfoort in 1629 tijdens de Tachtigjarige Oorlog was de inname van de Staatse stad zonder slag of stoot door het Keizerlijk leger onder leiding van Ernesto Montecuccoli op 14 augustus 1629. De inname was onderdeel van de Spaans-keizerlijke Inval van de Veluwe die als afleiding moest dienen voor het Staatse Beleg van 's-Hertogenbosch.

## Aanloop
De Republiek der Zeven Verenigde Nederlanden was sinds 1568 in een oorlog verwikkeld met de Spaanse koning, de Tachtigjarige Oorlog. In 1629 had de Republiek een grote aanval ingezet in het zuiden, op 's-Hertogenbosch. Spanje ondervond financiële problemen, wat de Republiek de mogelijkheid gaf een sterke stad als Den Bosch te belegeren. Op 1 mei kwam Frederik Hendrik van Oranje aan bij de stad met een leger van 28 à 29.000 man. Spanje kon maar langzaam een leger op de been brengen om de belegeraars weg te halen bij Den Bosch. Toen een Spaans leger onder Hendrik van den Bergh gevormd was en in juli arriveerde bij Den Bosch, was het al niet meer mogelijk de stad te hulp te schieten. De belegeraars hadden voldoende tijd gehad om zich in te graven en iedere aanval af te slaan.
Het plan van de Spanjaarden veranderde. In plaats van een aanval op de belegeraars wilde men de Republiek in het hart aanvallen waardoor Frederik Hendrik genoodzaakt zou zijn het beleg af te breken. Ook werd de hulp ingeroepen van de Spaanse bondgenoot, de Duitse keizer Ferdinand II. Hij bood een leger aan van 18 à 20.000 man dat beschouwd werd als Spaans, betaald door Spanje zodat de keizer de neutraliteit behield tegenover de Republiek. De aanval zou plaatsvinden in het hart van de Republiek, de Veluwe. Van daaruit hadden de invallers de mogelijkheid Utrecht, Holland en het noorden te bedreigen.

## Inname
Op 12 augustus verschenen de eerste keizerlijke ruiters bij Amersfoort. De rest van het leger onder leiding van Montecuccoli verscheen een dag later. Hij eiste de stad op in naam van Hendrik van den Bergh en de Infanta, maar het stadsbestuur ging hier in eerste instantie niet op in. Een dag later werd de stad zonder slag of stoot toch overgegeven, het stadsbestuur zag in dat weerstand bieden geen zin had. Er waren niet genoeg manschappen, kruit en geschut. Daarnaast was de wal in het zuidwesten deels verstuift. De bevolking was het niet eens met de overgave van de stad en kwam bijna in opstand. Zover kwam het niet en op 14 augustus werd de capitulatie getekend.
De situatie in Amersfoort na de inname was grillig. Montecuccoli hield zich al snel na de capitulatie niet aan de afspraken. Zo liet hij de magistraat vervangen door katholieken en de pastoor werd gedwongen de mis op te dragen in de Sint-Joriskerk. Daarnaast moesten de inwoners de graanvoorraad inleveren en de inkwartiering van soldaten toestaan in hun huizen. Vluchtelingen konden tegen betaling de stad verlaten en vee werd geroofd. Toen Hendrik van den Bergh hoorde over de misstanden zond hij twee vertegenwoordigers naar Montecuccoli om te vragen de afspraken te respecteren.

## Ontruiming
Het beschikbare voedsel voor de Spaans-keizerlijke troepen was schaars en moest aangevuld worden vanuit Wezel. Toen deze stad geheel onverwachts op 19 augustus werd ingenomen door het Staatse leger was het duidelijk dat de Spaans-keizerlijke troepen zich niet meer konden handhaven op de Veluwe. Het leger van Montecuccoli werd teruggeroepen en op 24 augustus werd ook het resterende garnizoen van Amersfoort teruggeroepen.
De inval op de Veluwe had niet het gewenste effect gehad. Het Staatse leger moest weliswaar sterk uitgebreid worden om de opmars een halt toe te roepen, maar de belegeraars bleven rond 's-Hertogenbosch, wat op 14 september ingenomen werd.